# Flugplatz Otjiwarongo

i7
i11
i13
Der Flugplatz Otjiwarongo (englisch Otjiwarongo Airfield, IATA-Code: OTJ, ICAO-Code: FYOW) ist der städtische Flugplatz der Gemeinde Otjiwarongo im Zentrum Namibias.
Der Flugplatz verfügt über drei Hangars und eine Start- und Landebahn (09/27) aus Sand mit einer Länge von 1800 m. Der Ausbau des Flughafens als regionales Drehkreuz im kommerziellen Luftverkehr ist seit Mitte 2022 geplant.
Vier Kilometer südwestlich des Flugplatzes befinden sich das ungerichtete Funkfeuer OW.